# Atentado terrorista em Mogadíscio de outubro de 2022
O atentado terrorista em Mogadíscio de outubro de 2022 ocorreu em 29 de outubro de 2022, quando pelo menos 120 pessoas morreram e 350 ficaram feridas depois que dois carros-bomba explodiram em Mogadíscio, capital da Somália, segundo o presidente Hassan Sheikh Mohamud, que culpou o grupo terrorista Al-Shabaab.

## Antecedentes
Em agosto, o Al-Shabaab atacou um hotel em Mogadíscio, matando 21 pessoas. Depois, o presidente Hassan Sheikh Mohamud disse que faria uma "guerra total" contra o Al-Shabaab. Em 23 de outubro de 2022, o grupo militante matou nove pessoas em um hotel em Kismayo. Os atentados em Mogadíscio ocorreram em um dia em que o presidente, o primeiro-ministro e outros altos funcionários discutiam o combate ao al-Shabaab.

## Atentado
Às 14h00, horário local, a primeira explosão atingiu o Ministério da Educação do país, perto do cruzamento de Zobe e de uma escola. Este cruzamento tinha sido local de outro atentado em outubro de 2017. A explosão foi seguida por uma grande coluna de fumaça. Uma segunda explosão ocorreu minutos depois, quando as ambulâncias chegaram ao local da primeira explosão. A segunda explosão ocorreu durante as movimentadas horas de almoço do lado de fora de um restaurante. Ambas as explosões estilhaçaram as janelas dos edifícios próximos. Logo após os bombardeios, foram relatados tiros nas proximidades do Ministério da Educação. Um funcionário da Aamin Ambulance disse que a segunda explosão incendiou as ambulâncias enquanto transportavam vítimas. Um motorista e um socorrista ficaram feridos. Muitos civis no transporte público morreram. No Hospital Medina, pelo menos 30 corpos chegaram aonde parentes puderam identificá-los.
O Sindicato dos Jornalistas da Somália disse que um repórter de televisão estava entre os mortos devido à segunda explosão. Um repórter somali da Voz da América e um fotojornalista da Reuters ficaram feridos.

## Consequências
Embora ninguém tenha admitido a realização dos ataques, o presidente Hassan Sheikh Mohamud acusou o Al-Shabaab, um grupo militante islâmico que normalmente não reivindica a responsabilidade por eventos de vítimas em massa, de responsabilidade pelos atentados. Ele pediu suprimentos médicos e médicos à comunidade internacional, apelou ao público para doar sangue em hospitais e prometeu educação gratuita aos filhos das vítimas e aos filhos dos ataques anteriores do Al-Shabaab. Ele também ordenou que o governo forneça tratamento médico de emergência aos feridos.

## Reações
Após uma visita à área afetada, o presidente Hassan Sheikh Mohamud disse em um comunicado: "Nosso povo que foi massacrado... havia mães com seus filhos nos braços, pais que tinham problemas de saúde, estudantes enviados para estudar, empresários que lutavam pela vida de suas famílias."
A Missão das Nações Unidas na Somália twittou condolências e condenou "o ataque vicioso do #Alshabaab". Os governos da Turquia e do Catar condenaram o ataque e enviaram suas condolências. A União Africana condenou os ataques e sublinhou a "importância crítica" da "ofensiva militar em curso para degradar ainda mais o Al-Shabaab".